# 李春芬
李春芬（1912年—1996年），男，江苏兴化（现属大丰）人，中国地理学家，专长于区域地理研究。曾获加拿大历史上第一个地理学博士学位。

## 生平
1912年10月出生于位于千年古堤“范公堤”中段的江苏白驹古镇。自幼聪颖勤奋，1933年考入位于南京的中央大学，先入外语系学习，一年后转入地理系；毕业后留学任教，旋于1939年考取中英庚款公费生，并于1940年成行，赴加拿大多伦多大学攻读博士学位，师从国际著名的地理学家G.泰勒教授。1943年获加拿大地理学第一个博士学位。后曾在美国哈佛大学从事专业研究。
1946年回国后，先后主持创办国内三个大学地理系（科），即：浙江大学地理系，浙江师范大学地理系及华东师范大学地理系。曾出任华东师范大学副校长。1996年3月在上海逝世。